# Compteur d'eau

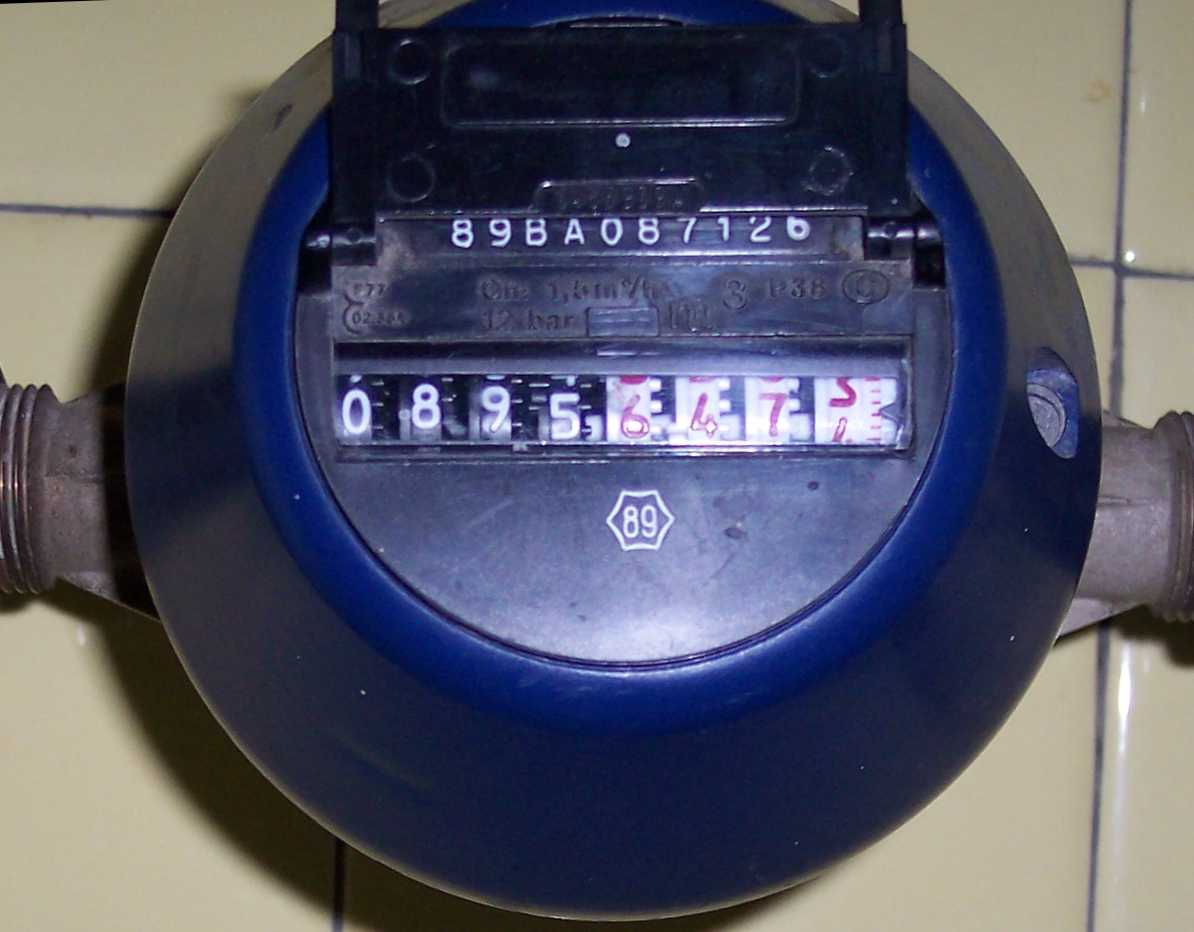
Cadran d'un compteur Schlumberger.

Le compteur d'eau est un appareil de mesure permettant d'évaluer la consommation d'eau d'une installation.
Le coût du traitement de l'eau étant très important, la surveillance et le calcul exact de la consommation est une nécessité pour les consommateurs (principe pollueur-payeur). L'installation de compteurs d'eau individuels (logements, industries et commerces, collectivités, etc.) est une réponse à cette attente malgré quelques voix discordantes.
Le législateur a ouvert la possibilité aux copropriétaires d'un immeuble de voter, à la majorité absolue des voix (article 25/1) puis à la majorité simple, l'installation de compteurs individuels.

## Historique

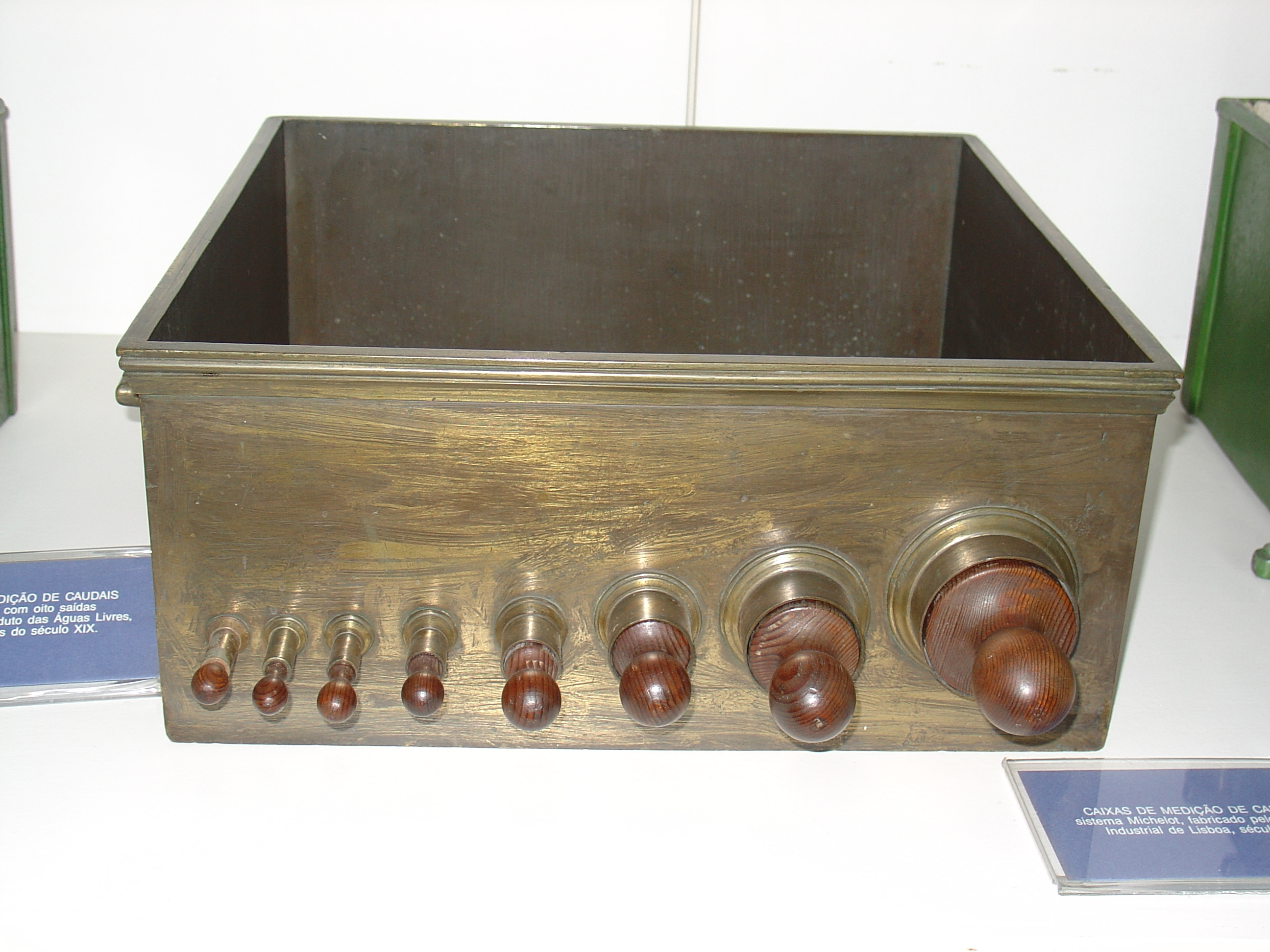
Caisse de mesure, système Michelot. XIXe siècle. Musée de l'eau de l'EPAL, Lisbonne

La mesure de la consommation est un problème ancien, que ce soit pour un usage agricole (irrigation), industriel ou domestique. L'exemple de la table de Frontin montre que le technicien a depuis longtemps cherché à évaluer de façon objective les volumes d'eau consommés car cette évaluation est utile à plusieurs titres : dimensionnement des équipements, contrôle des pertes d'eau, répartition des coûts de production, etc.

### Les équipements du passé
Pendant longtemps les compagnies distributrices ont vendu l'eau à forfait, sur base du nombre de robinets installés, le nombre de ménages dans l'immeuble, etc. Afin de limiter le gaspillage que cette méthode induisait, des compteurs furent installés dans les appartements sans toutefois aucune obligation réglementaire. En 1952, à Marseille, l’installation de compteurs, en remplacement des jauges, devient obligatoire dans toute nouvelle construction, mais dans les années 1960, en région parisienne, des HLM nouvellement construites n'en sont toujours pas équipées.
À Paris, les premiers compteurs domestiques sont installés en 1876. Certains sont plus anciens, comme le compteur Bastos, qui était déjà utilisé à Lisbonne en 1856.
De nombreux modèles de compteurs ont été inventés et soumis aux collectivités. Par exemple :
- le compteur Frager (1883) ;
- le compteur Hirt ;
- le compteur Jacquet ;
- le compteur Lambert ;
- le compteur Payton ;
- le compteur Pioz.

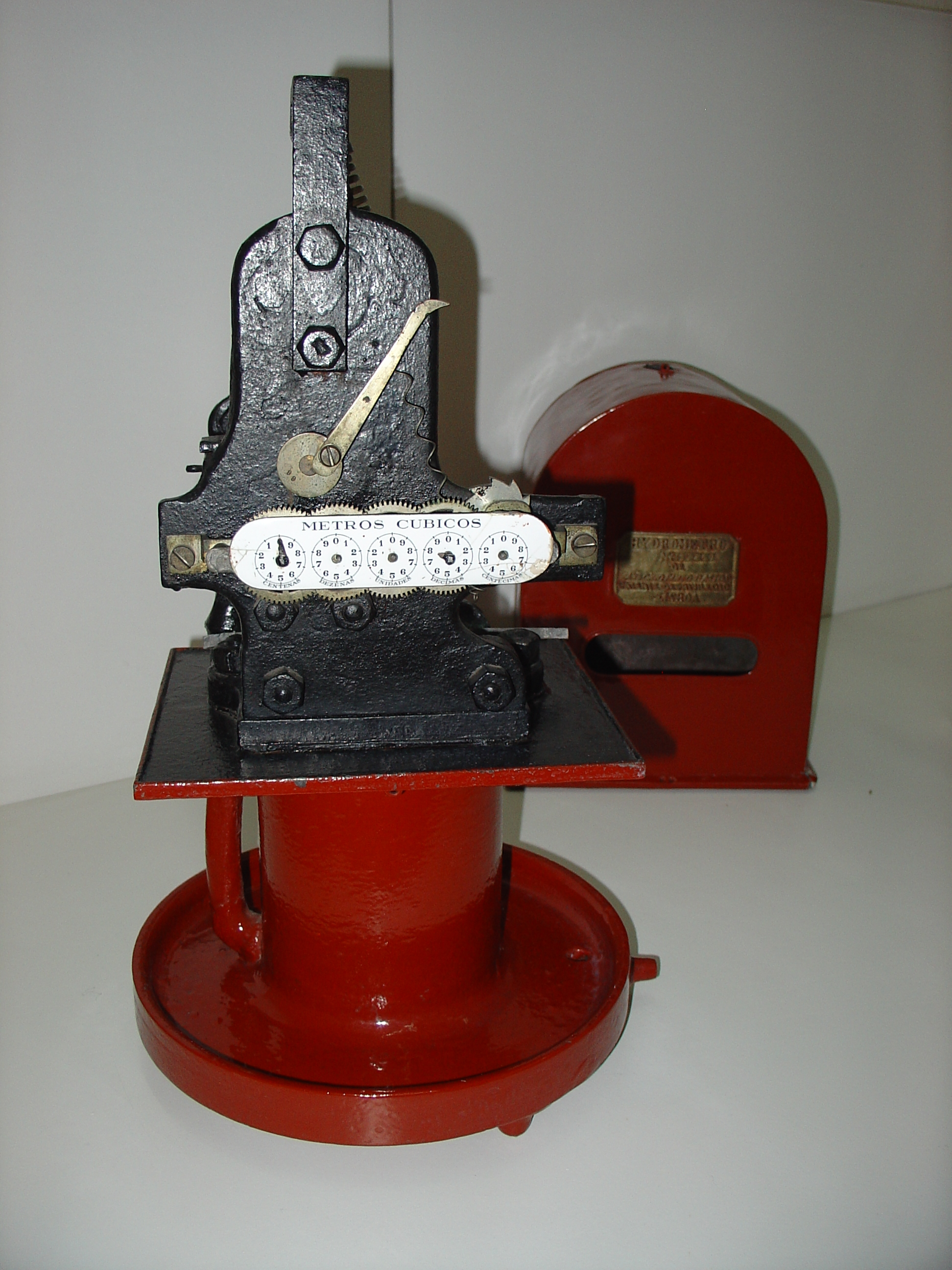
Compteur exposé au Musée de l'eau de Lisbonne
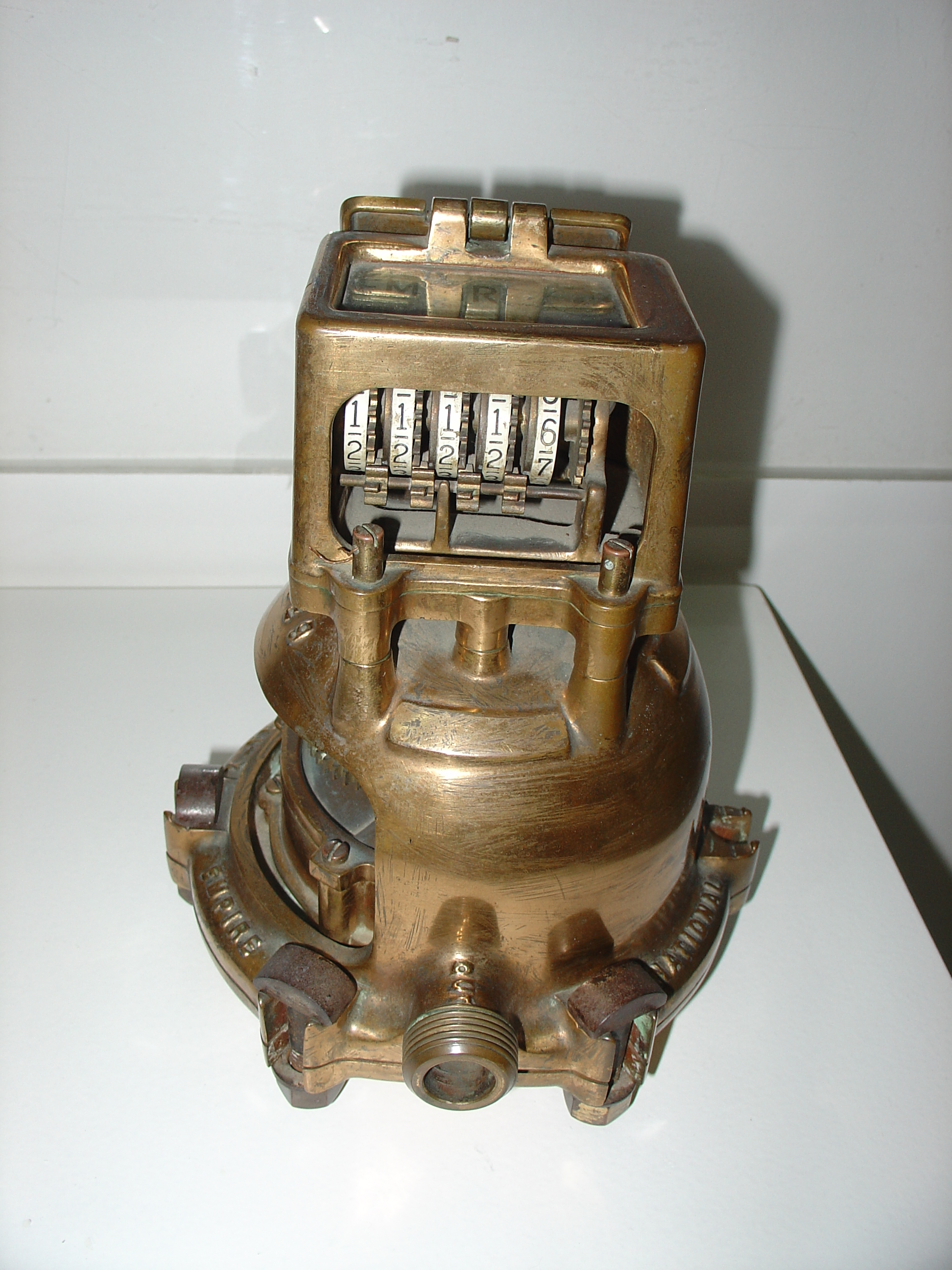
Compteur exposé au Musée de l'eau de Lisbonne
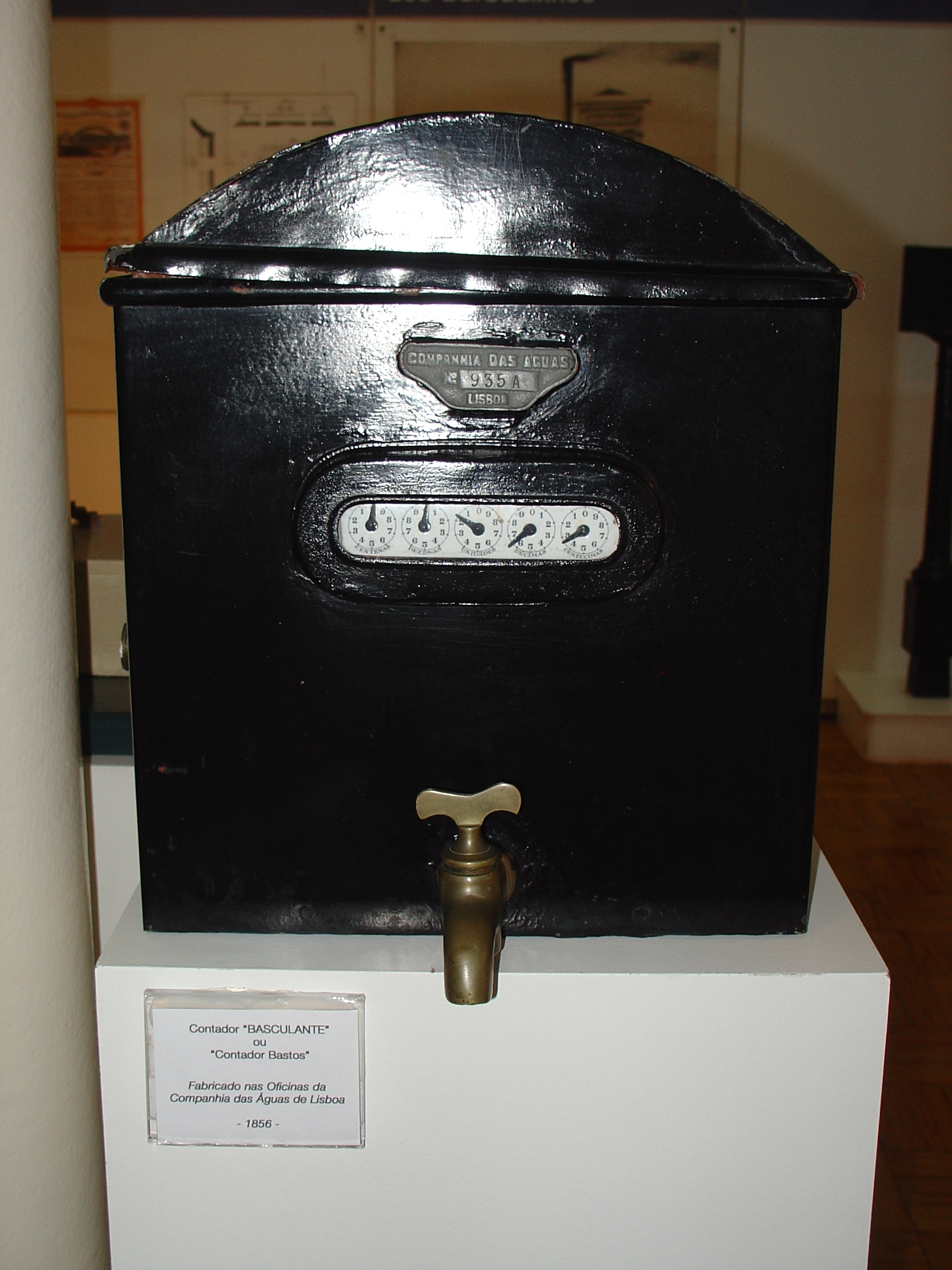
Le compteur d'eau type Bastos, plus connu sous le nom de « compteur de coups », est resté en usage dans les maisons lisboètes jusqu'aux années soixante
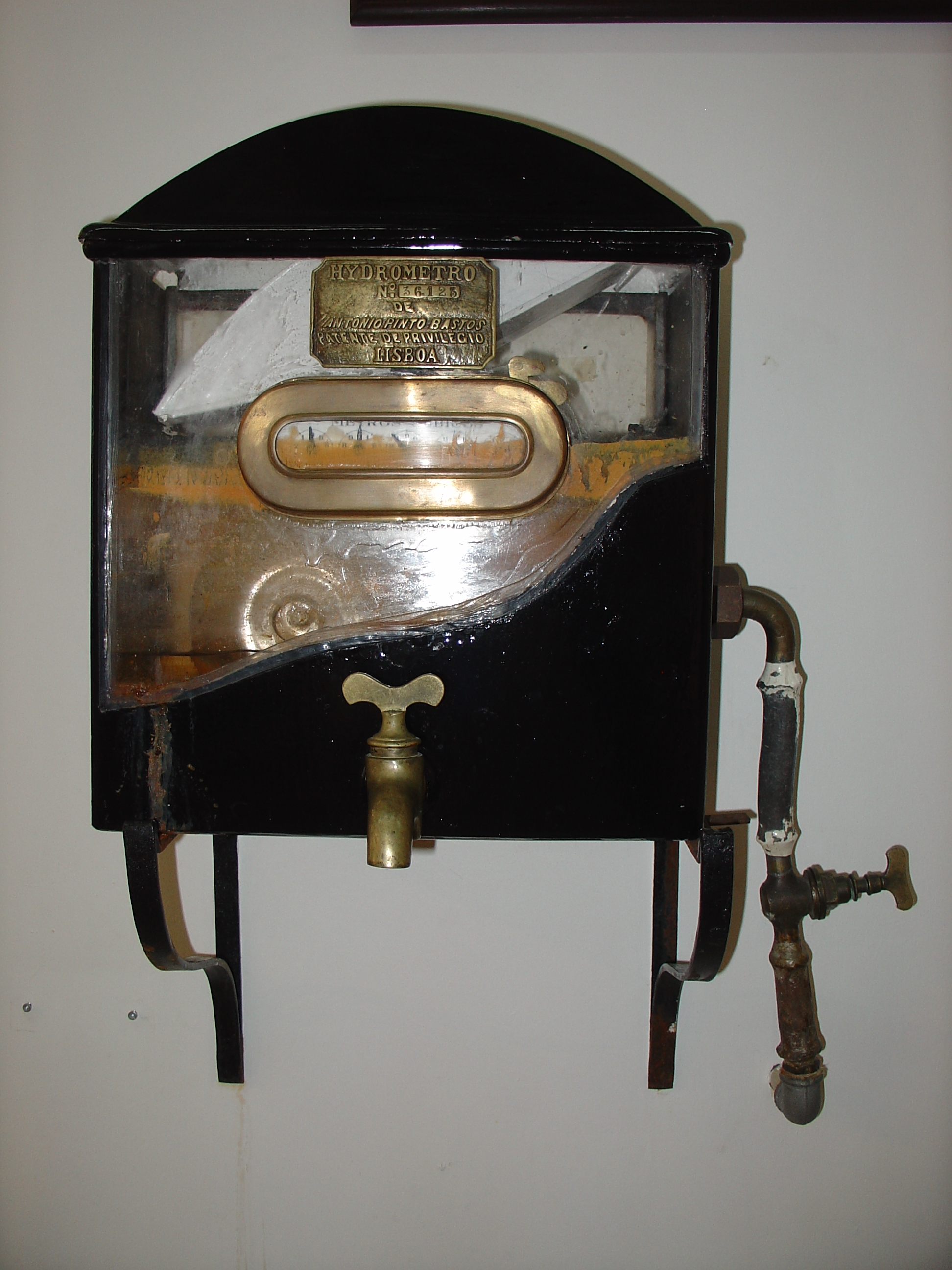
Compteur exposé au Musée de l'eau de Lisbonne
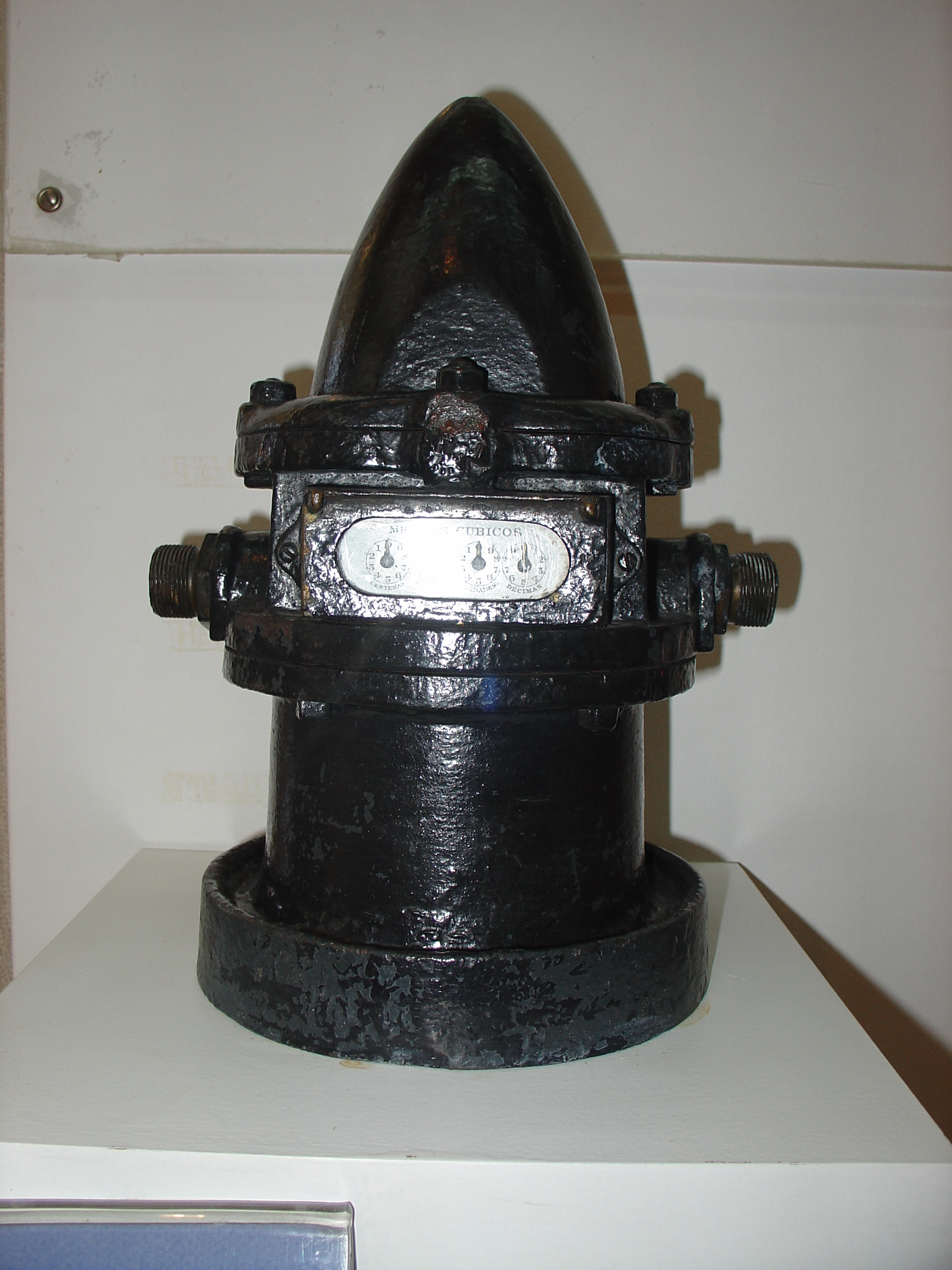
Compteur exposé au Musée de l'eau de Lisbonne

### Les compteurs actuels

#### Quelques fabricants
- Kamstrup
- DH Metering Europe
- Honeywell / Elster (ex  Kent, ex Magnol, ex Wateau/Wameter)
- Farnier
- Hydrometer
- Itron (ex Actaris, ex Schlumberger, ex Compagnie des Compteurs ou CDC),
- Maddalena
- Smarteo Water (ex Polier Water)
- Sappel et Hydrometer (groupe Diehl)
- Sensus (ex Sensus Metering Systems, ex Invensys, ex Socam)
- Tagus
- Zenner
- Arad

## Les compteurs du futur
En termes de prospective, une télé relève intelligente est envisagée (Smart metering pour les anglophones), associée à une mise en « réseau intelligent » des compteurs d'eau, des compteurs de gaz et des compteurs électriques, dits compteurs communicants (on trouve parfois le terme compteur intelligent venant de l'anglais w:Smart meter), intégrés dans un smart grid via le Web 2.0. Les compteurs communiqueraient des données sur la qualité de l'eau, une dérive de consommation ou une suspicion de fuite sur le réseau.
En France, le campus et les bâtiments de l'USTL (Université de Lille/Villeneuve d'Ascq) servent de terrain d'expérimentation d'une cartographie, d'une modélisation et d'un projet de gestion mixte de ces trois réseaux (eau, gaz, électricité). Ce projet se déroule parallèlement à la mise en place en 2013, d'une Chaire industrielle "Réseaux Urbains Intelligent" , dans une perspective de préfiguration de la  ville intelligente et de l'écodomotique urbaine de demain.

## Types de compteurs d'eau et mode de fonctionnement
En France, cet instrument de mesure est soumis au contrôle de l'État par le décret n° 2001-387 du 3 mai 2001. Tout compteur comporte un numéro de série, numérique ou alpha-numérique, gravé dans le matériau de la carcasse, sur le cadran ou sur le volet mobile protecteur de la fenêtre de l'index. Il est souvent muni d'un scellé, placé sur le raccordement amont, pour prévenir toute tentative d'utilisation frauduleuse.

### Caractéristiques techniques générales
Un compteur est posé au début du réseau dont on veut surveiller la consommation. Un robinet de fermeture (vanne d'arrêt) permet de couper son alimentation afin de faciliter son démontage. Il est recommandé de placer ce robinet à proximité du compteur.
Arrivée principale → vanne → scellé → compteur → réseau secondaire → robinets
Les installations sont parfois équipées d’un réducteur de pression placé après le compteur d’eau car une pression élevée peut endommager le réseau. Un compteur d'eau ne fonctionne que dans la plage de pressions pour laquelle il a été conçu. Il est équipé d'un cadran sec ou noyé.
Le passage de l'eau fait tourner un rotor à ailettes ou un piston excentrique. Un système d'engrenages à échappement entraîne le déplacement par cliquets successifs d'une flèche ou une roue dentée. En système décimal, chaque fois qu'une roue dentée a effectué dix pas, elle fait avancer la roue suivante d'un pas.
Un compteur standard offre un index permettant de suivre la consommation jusqu'au décilitre de résolution (4 rouleaux rouges) mais l'usage retient uniquement une facturation au mètre cube (chiffres noirs).

### Compteur de vitesse ou à turbine
Ce type de compteur, dit compteur Woltman, fonctionne comme les moulins à eau. Une turbine tourne dans le liquide et transmet sa rotation à un système de comptage. Ce dernier totalise le nombre de rotations ce qui permet de déterminer la quantité d'eau passée dans les canalisations en connaissant le rapport 1 tour de turbine / quantité d'eau passée dans le compteur. Il est peu sensible aux impuretés contenues dans l'eau. Susceptible de ne pas détecter les fuites légères. Pose horizontale.

### Compteur volumétrique
Il contient un cylindre creux, qui bascule pour alimenter le circuit. Sensible aux impuretés contenues dans l'eau. Enregistre les faibles débits.

### Compteur de calories
Ce compteur est disposé sur une conduite destinée à véhiculer un fluide caloriporteur. Il est placé à l'entrée d'une boucle de chauffage où des calories pourraient être consommées. Il intègre une sonde de température destinée à la mesure de la température d'entrée dans la boucle. Il est raccordé à une sonde de température externe destinée à la mesure de la température de sortie de la boucle. Il possède, comme pour un compteur d'eau, un mécanisme de mesure des volumes consommés. Il est coiffé d'un intégrateur (calculateur) doté d'une horloge qui lui permet par pas de temps de déterminer le différentiel de température entre l'entrée et la sortie et le débit d'écoulement du fluide. Il en déduit les calories consommées au fil du temps qu'il cumule et mémorise dans un registre.
Il permet notamment de calculer les frais de chauffage d'un immeuble doté d'un chauffage centralisé.

### Autres formes de comptage de l'eau nécessitant des instruments de mesure
- Courantomètre : une hélice plongée dans l'eau (rivière, canalisation, canal) est mue par le déplacement de l'eau. Le nombre de rotations détermine la vitesse du courant. Le volume d'écoulement peut donc être estimé en intégrant la section du conduit dans la formule de calcul.
- Loch : outil destiné à calculer la vitesse de déplacement d'un bateau.
- Pluviomètre : récipient destiné à mesurer les quantités d'eau de pluie.

## Genres de compteurs d'eau

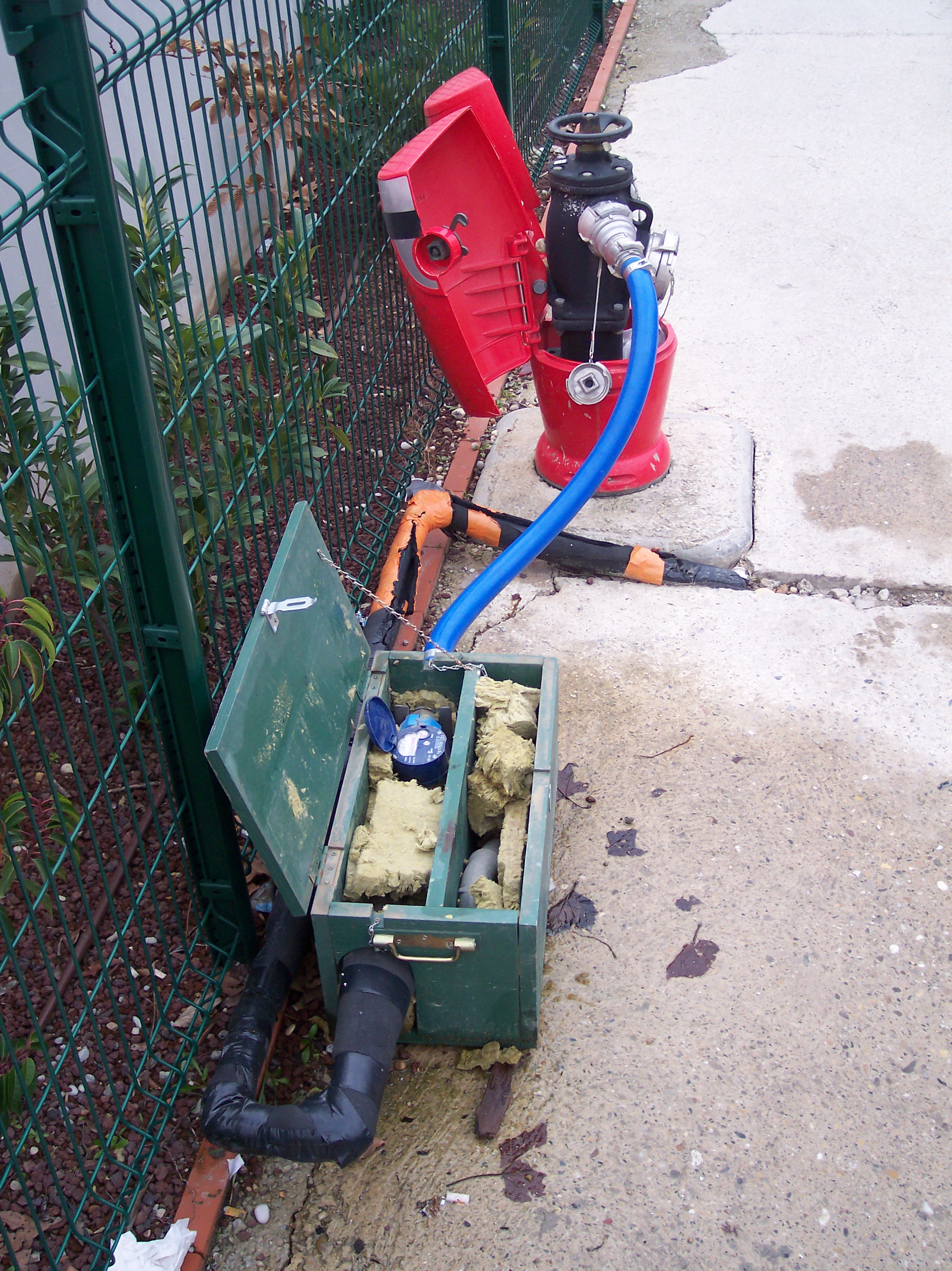
Compteur provisoire raccordé à une borne d'incendie pour alimenter un chantier de construction.

Les compteurs d'eau se rangent en deux catégories : compteurs principaux et compteurs divisionnaires. Pour des besoins ponctuels, la construction d'un immeuble, un chantier de ravalement de façade, il est fait usage de compteurs temporaires appelés compteurs de chantier, posés par le Service des eaux concerné.

### Compteur principal
Le compteur principal d'une installation est généralement celui auquel est raccordé l'arrivée d'eau destinée à desservir le site (un immeuble, une propriété, un bâtiment industriel, un terrain agricole).
Ce compteur, qui appartient habituellement à la collectivité organisatrice du service public de l'eau ou à son éventuel délégataire, est placé sous la surveillance de l'abonné. Son installation est subordonnée à la conclusion d'un contrat de fourniture entre le service public (régie ou délégataire) et le client (l'abonné).
Selon la nature des activités desservies par ce compteur, la réglementation exige la pose d'un  dispositif de sécurité interdisant tout risque de refoulement : disconnecteur, clapet anti-retour (décret 89-3).

### Compteur divisionnaire
On appelle compteur divisionnaire ou sous-compteur ou compteur de répartition, un compteur situé en aval d'un autre compteur, généralement dénommé compteur principal ou compteur de première prise. Cette installation est destinée à calculer la  consommation d'une installation particulière :
- les différents logements d'un immeuble (cas le plus fréquent) ;
- les activités d'un site, par nature (production, arrosage, nettoyage, etc.).

## Entretien
La précision d'un compteur d'eau peut s'émousser avec l'âge. Les motifs de cette dégradation sont multiples : usure, résidus de calcaire, acidité du liquide. Ce dérèglement se fait généralement au bénéfice du client par sous-évaluation du volume.
L'arrêté du 6 mars 2007 relatif au contrôle des compteurs d'eau froide en service fixe les fourchettes de tolérance de précision des compteurs et institue des obligations de vérification périodique des compteurs d'eau froide propre en service (selon les caractéristiques métrologiques) à réaliser de façon unitaire ou par méthode statistique. En pratique, pour les petits compteurs, l'alternative est soit le contrôle statistique, soit le renouvellement à échéance de la période de validité du contrôle initial. Les compteurs "divisionnaires" ne sont pas soumis à ces obligations de vérification périodiques.
Cependant, en cas de consommation d'eau trop élevée, l'abonné peut demander à l'exploitant du service la vérification de son compteur : jaugeage, pose d'un deuxième compteur placé en série, étalonnage sur banc d'essai, etc. Il peut aussi procéder lui-même à un jaugeage en posant un second compteur à l'aval immédiat du compteur du service. Il ne doit jamais démonter son compteur.
En cas de sous estimation de la consommation, le gestionnaire du service des eaux peut vérifier par échantillonnage la validité des mesures. En pratique, le compteur est changé.
D'une manière générale, le compteur doit être protégé des effets du gel. La CCA - Commission des clauses abusives - a recensé un certain nombre de clauses dans les contrats de distribution d'eau potable susceptibles de présenter un caractère abusif (recommandations n°85-01 et 01-01) et notamment celle de prétendre que le compteur est à la charge exclusive de l'abonné. Cela reviendrait à transférer à l'abonné la totale responsabilité des dommages causés par le gel au compteur, propriété du distributeur. En particulier, la responsabilité de l'abonné ne peut être engagée s'il n'a pas été dûment informé par le service des précautions à prendre.
L'emplacement du compteur est généralement sous la responsabilité de l'abonné. Il doit l'entretenir et laisser le compteur accessible pour le relevé des index et toute autre intervention jugée nécessaire par le distributeur, y compris son remplacement.

## Relevé de la consommation d'eau
L'index du compteur principal est relevé par les agents de la société distributrice. Le consommateur peut être mis à contribution pour certains relevés. Ce qui permet aux agents de la société distributrice de réduire leurs déplacements annuels.
La gestion des compteurs divisionnaires peut faire l'objet d'un contrat de sous-traitance qui peut inclure jusqu'au transfert de propriété des compteurs. Cela peut donner lieu à une facturation de location de compteur.
À noter que dire que l'on relève l'index de son compteur est un abus de langage : on effectue le relevé de l'index, pas la relève.
Dans le métier, il est de coutume de dire « on relève la garde et on effectue le relevé de l'index de son compteur ».

### Relevé manuel
Lecture visuelle de l'index du compteur et saisie manuelle de ce dernier.

### Radio-relève ou radiorelevé
Le relevé déporté consiste en un compteur équipé d'un système de contact dont l'extrémité est déportée par fil vers un endroit aisément accessible pour un agent releveur (il s'agit là d'un télérépétiteur ou d'un plot inductif).
La radiorelève (ou "mobile") s'effectue grâce à une tête émettrice, fixée (voire clipsée) sur le compteur, qui envoie, par ondes radio, les données de consommation à un appareil récepteur radio que le releveur déplace durant sa tournée de relevés.
Les systèmes les plus complexes prévoient un relevé à distance par réseau fixe (filaire ou radio) : il s'agit là de télérelevé.
Ces systèmes permettent un plus grande réactivité pour signaler des anomalies de comptage (ex. : sur-consommation, fuite).

## Facturation (en France)
La fréquence de relevé et de facturation est fixée dans le règlement du service public ; elle peut être adaptée au  volume consommé. La réglementation n'impose pas explicitement de procéder à au moins un relevé de compteur par an, mais c'est systématiquement prévu par le règlement du service. En cas d’impossibilité d’accès au compteur, la facture est établie sur une estimation de la consommation. L'arrêté du 10 juillet 1996 relatif aux factures de distribution de l'eau et de collecte et de traitement des eaux usées prévoit que l'abonné puisse demander à s'acquitter, dans l'année, des sommes dues en deux échéances, le cas échéant sur la base d'une facture intermédiaire sur index estimé.

### Composants d'une facture d'eau
Les éléments constitutifs d’une facture sont très nombreux et variables selon les collectivités locales. Ils sont collectés par le concessionnaire. On trouve principalement l’accès au service (abonnement destiné au concessionnaire), la location du compteur 

, et ceux, dont le coût est proportionnel au volume consommé : 
- la distribution (pompage, utilisation des réseaux et des ouvrages) ;
- l’épuration et le traitement des eaux usées ;
- les taxes collectées pour le compte des organismes publics et syndicats : 
  - lutte contre la pollution ;
  - voies navigables de France ;
  - agence de l’eau et préservation des ressources ;
  - financement des équipements collectifs.

La totalité est assujettie à la TVA.

### Modalités de la répartition du coût de la consommation d'eau en immeuble collectif
À l'issue de la période des charges à répartir, il est fait un relevé des index des compteurs divisionnaires. La comparaison avec le relevé de la période n-1 permet d'établir les m³ décomptés par chaque compteur. Parallèlement, les factures reçues du concessionnaire procurent, pour la période considérée, à la fois, le total de la fourniture (nombre de m³ relevés au compteur principal) et le montant de la dépense, On en déduit le prix moyen du m³ d'eau.
Selon les dates auxquelles sont effectués les divers relevés, une discordance peut apparaître entre le volume livré et celui consommé.
Pour que le décompte soit parfait, il convient, pour chaque période, de noter dans le même temps, les index de tous les compteurs  (principal et divisionnaires).
Il faut, également, que la consommation destinée aux équipements communs (ménage, arrosage, chaufferie, etc.) soit aussi desservie par compteur. S'il y a persistance d'un écart significatif et répété, il convient de faire expertiser l'installation pour déceler des fuites dans le réseau ou des compteurs défaillants. 
Méthode 1 - Le prix du m³ est affecté au volume calculé par chaque compteur et imputé à son usager. Celui-ci paye ainsi le prix réel facturé à la collectivité. Les écarts, en plus ou en moins, sont considérés comme étant utilisés par le service des communs. Cet écart, de toute façon, se corrige de fait au cours de l'exercice suivant.
Méthode 2 - Les volumes individuels sont transformés en volumes relatifs (en pourcentage) et les factures sont réparties selon ce pourcentage. Il n'y a pas d'écart mais le prix moyen du m³ ne reflète pas la réalité.
Méthode 3 - Abonnement direct. Chaque lot est desservi directement par la Société concessionnaire qui, dans ce cas, adresse une facture à son client abonné. Les communs disposent d'un compteur individuel dont les frais sont répartis aux tantièmes de copropriété.
Le règlement de copropriété peut prévoir d'autres formes de répartition.
La part du coût de l'abonnement du compteur principal, peut être répartie selon le nombre de compteurs. Cela a pour effet d'alléger la note des gros consommateurs. Mais on peut aussi admettre que ceux-ci, consommant davantage, concourent à l'accélération du vieillissement de l'équipement.